# Phường 6, Tuy Hòa
Phường 6 là một phường cũ thuộc thành phố Tuy Hòa, tỉnh Phú Yên, Việt Nam.

## Địa lý
Phường 6 có diện tích 1,58 km², dân số năm 2022 là 9.486 người, mật độ dân số đạt 6.003 người/km².

## Lịch sử
Ngày 28 tháng 9 năm 2024, Ủy ban Thường vụ Quốc hội ban hành Nghị quyết số 1200/NQ-UBTVQH15 về việc sắp xếp đơn vị hành chính cấp xã của tỉnh Phú Yên giai đoạn 2023 – 2025 (nghị quyết có hiệu lực từ ngày 1 tháng 11 năm 2024). Theo đó, sáp nhập toàn bộ 1,58 km² diện tích tự nhiên và quy mô dân số là 9.486 người của Phường 6 vào Phường 4.